# キャンディケイン

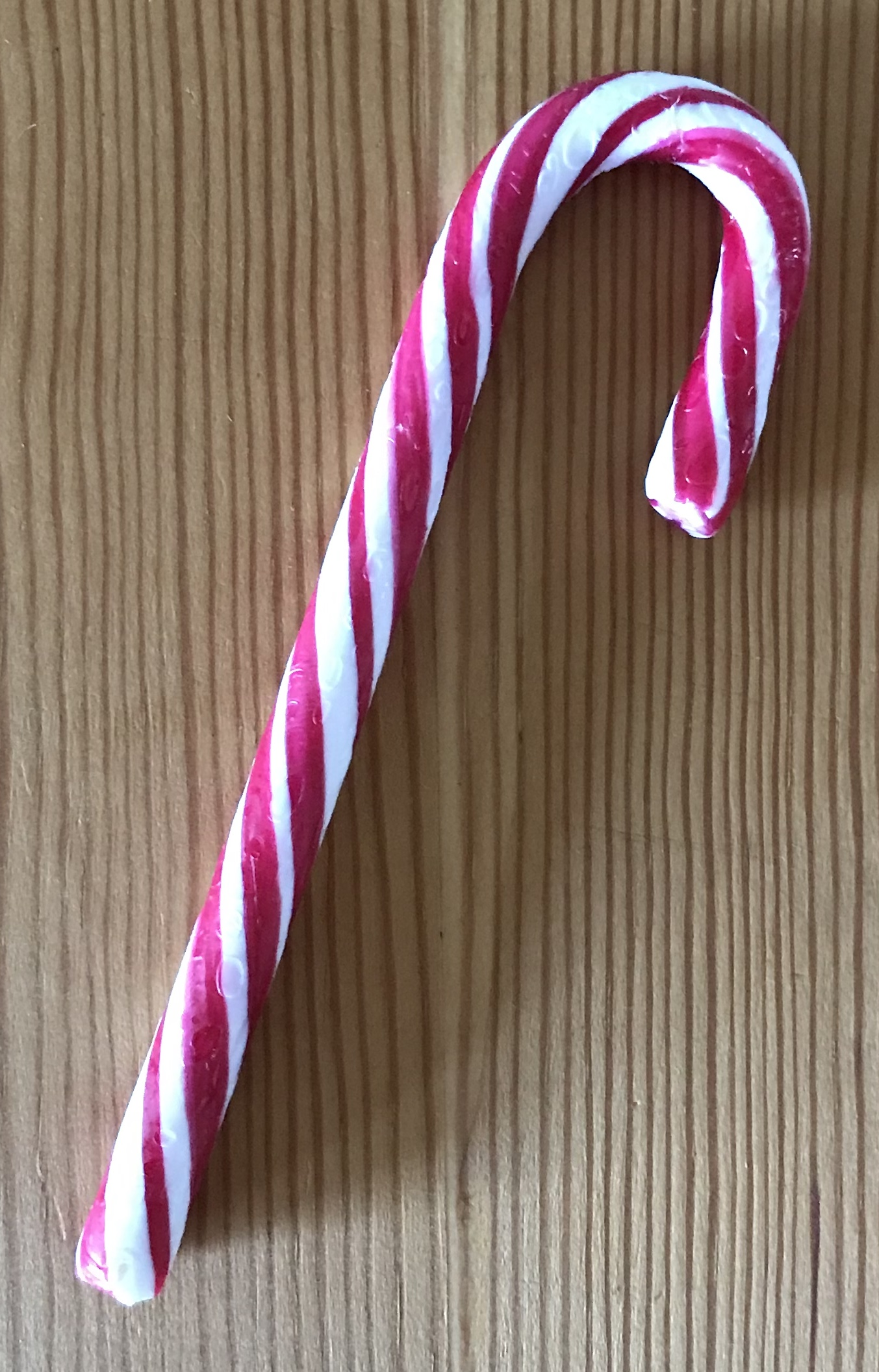
キャンディケイン

キャンディケイン（英: candy cane）は、硬い杖（ステッキ）の形のキャンディのことである。赤白の縞になったペパーミント味もしくはシナモン味のものが伝統的だが、味や色、厚みを変えたものも作られている。キャンディケインは北米ではクリスマス前後によく見かけ、ジンジャークッキーマンとともにクリスマスツリーの飾り付けにも用いられるが、それ以外の期間も1年通して目にすることができる。
キャンディケインはもともとは15世紀初期にフランスの僧侶が初めて作ったが、当時は白の単色で先も曲がっていなかった。
杖形になったのは1670年にドイツのケルン大聖堂の聖歌隊隊長が羊飼いの杖の形にして子供たちに配ったことからという説や、ユール（クリスマスのもととなった祭りの1つ）の木を食べ物で飾るために曲げられたという説などがある。また赤と白の縞になったのは1900年代前半で、それ以前の絵葉書には単色のキャンディケインのみが登場することから分かる。しかしこれらの説についても都市伝説的であり、あまり信用のおけるものではない。
赤白縞は積雪があっても目立つため、灯台などでも用いられる。